# Marie-José Sacré
Marie-José Sacré (Battice, Vallónia, 1946. augusztus 4. –) belga illusztrátor, képregényrajzoló.

## Életpályája
Marie-José Sacré Liège-ben folytatta képzőművészeti tanulmányait. 1973-ban az olasz televíziózásban dolgozott, majd az ezt követő évben megjelent első munkája, a Le Réveil de Dino. Számos író, így például Stefan Gremmel, Marianne Wiersema, Bruno Boen és Guy Counhaye gyermekkönyvéhez készített illusztrációkat. Rajzolóként közreműködött Jeanine Rahir 1989-ben megjelent Les Voyages de Monsieur Victor című képregényében.